# Juliette Labous
Juliette Labous (* 4. November 1998 in Roche-lez-Beaupré) ist eine französische Radrennfahrerin.

## Sportliche Laufbahn
2015 wurde Labous französische Zeitfahrmeisterin der Juniorinnen. 2016 konnte sie diesen Erfolg bei den französischen Straßen-Radmeisterschaften wiederholen und zudem auch das Straßenrennen der Juniorinnen gewinnen, sie wurde außerdem Achte bei den Cyclocross-Weltmeisterschaften im U23-Bereich. Bei den Straßen-Europameisterschaften und den Straßen-Weltmeisterschaften gewann sie die Bronzemedaille beim Zeitfahren der Juniorinnen.
Zur Saison 2017 wechselte sie in den Erwachsenenbereich und unterzeichnete einen Vertrag bei dem UCI Women’s Team Sunweb. Sie gewann bei der Tour de Feminin die letzte Etappe und damit ihr erstes Profirennen. Bei den Straßen-Europameisterschaften 2017 wurde sie Zehnte im Zeitfahren und Sechste im Straßenrennen der U23-Juniorinnen. Bei den Weltmeisterschaften im norwegischen Bergen beendete sie das Zeitfahren der Frauen-Elite auf dem 15. Rang.
2018 wurde sie im Alter von 19 Jahren bei den nationalen Meisterschaften Zweite der Elite und somit Siegerin der U23-Wertung im Einzelzeitfahren. Das Straßenrennen beendete sie auf Rang sechs und Rang zwei der U23-Wertung. Bei ihrem ersten Giro d’Italia Femminile gewann sie das Mannschaftszeitfahren zum Auftakt, trug das Weiße Trikot drei Etappen lang und wurde schließlich Dritte in der Nachwuchswertung. Bei den Weltmeisterschaften wurde die Französin im Einzelzeitfahren der Elite 13.

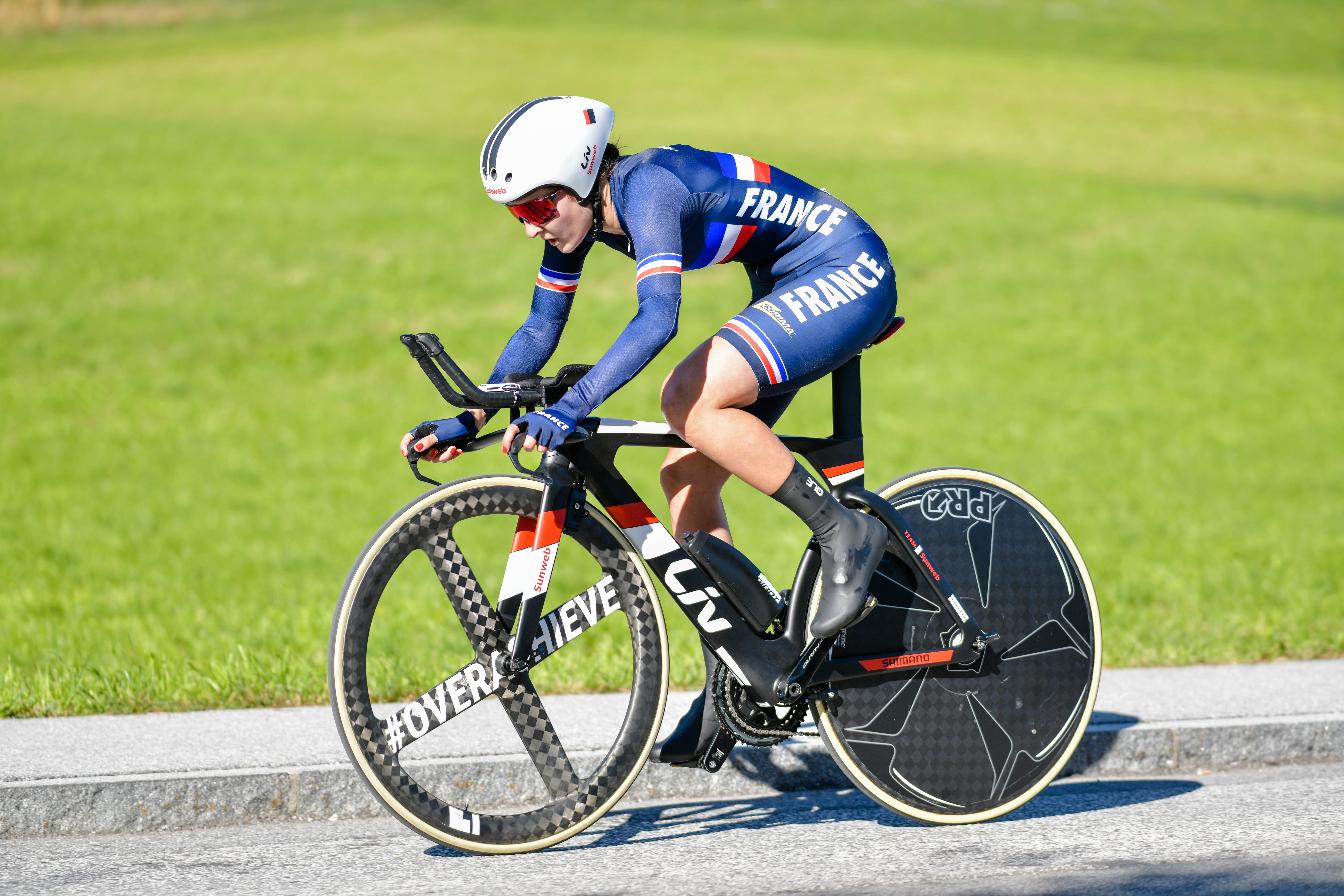
Labous im Zeitfahren bei den Straßenradsport-Weltmeisterschaften 2018

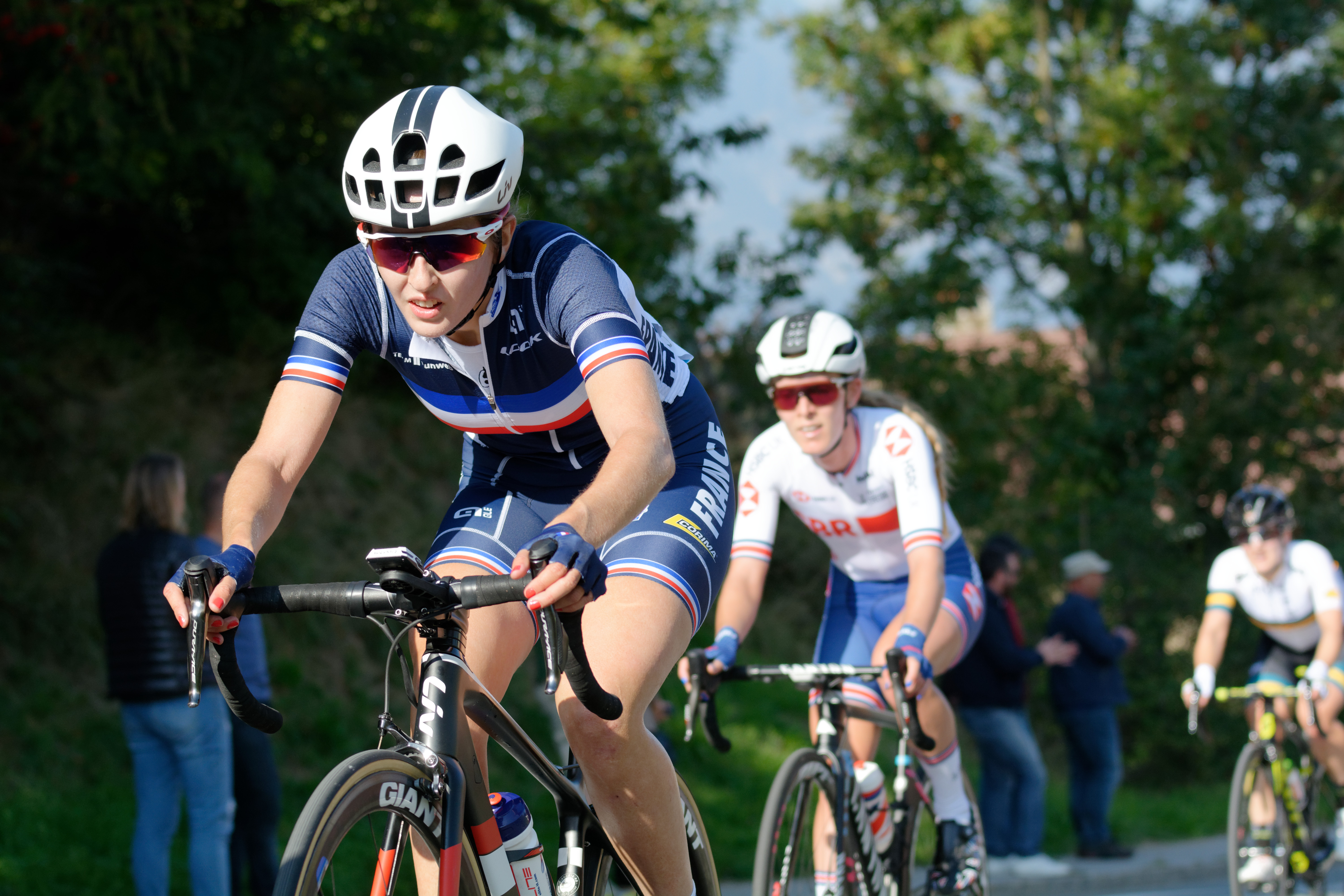
Labous im Straßenrennen bei den Straßenradsport-Weltmeisterschaften 2018

2021 war Labous Frankreichs Vertreterin im olympischen Straßenrennen. In der Endphase des Rennens profilierte sie sich durch einen längeren Ausreißversuch aus dem Hauptfeld heraus, wurde aber wieder eingeholt und beendete das Rennen auf dem 30. Rang. Im anschließenden  Einzelzeitfahren wurde sie Neunte.
In der Folge etablierte sich Labous als Rundfahrspezialistin, sie beendete fast jedes Etappenrennen, das sie bestritt, unter den besten Zehn. Dies galt unter anderem für die Tour de France Femmes 2022 (4. Platz) und 2023 (5. Platz), aber auch für den Giro Donne (2021–2024, mit einem 2. Platz im Giro 2023) oder der Vuelta Femenina (2022–2024). Siege oder Etappengewinne allerdings blieben angesichts der Übermacht von Fahrerinnen wie Annemiek van Vleuten oder Demi Vollering selten für sie. Gewinnen konnte sie die Gesamtwertung der Vuelta a Burgos Feminas 2022 und die 7. Etappe des Giro 2022. Dabei setzte sie sich über 112,9 Kilometer von Prevalle zum Passo del Maniva auf 1.743 Metern Höhe als Solistin nach einer Attacke im unteren Teil des zehn Kilometer langen und acht Prozent steilen Schlussanstiegs durch.
Auch im Einzelzeitfahren zeigte sie gute Ergebnisse und war bei Welt- und Europameisterschaften wiederholt unter den besten Zehn, ohne jedoch das Podium zu erreichen. Mit der französischen Mixed-Staffel wurde sie 2023 Europameisterin und Vize-Weltmeisterin. Im olympischen Einzelzeitfahren 2024 kam sie auf den vierten Platz, das Straßenrennen beendete sie auf dem 46. Platz.
Zur Saison 2025 verließ Labous nach acht Jahren das Team DSM und wurde Mitglied im französischen WorldTeam FDJ-Suez. Bei der Strade Bianche femminile 2025 verpasste sie als Vierte nur knapp das Podium.

## Privates
Im Mai 2024 verlobte sich Juliette Labous mit dem französischen Radprofi Clément Berthet.

## Erfolge
2015
- Französische Meisterin – Einzelzeitfahren (Juniorinnen)

2016
- Französische Meisterin – Straßenrennen, Einzelzeitfahren (Juniorinnen)
- Europameisterschaft –  Einzelzeitfahren (Juniorinnen)
- Weltmeisterschaft –  Einzelzeitfahren (Juniorinnen)

2017
- eine Etappe Tour de Feminin – O cenu Českého Švýcarska

2018
- Mannschaftszeitfahren Giro d’Italia Femminile

2019
- Nachwuchswertung Kalifornien-Rundfahrt
- Nachwuchswertung Tour de Bretagne Féminin
- Nachwuchswertung Giro d’Italia Femminile

2020
- Französische Meisterin – Einzelzeitfahren
- Französische U23-Meisterin – Einzelzeitfahren

2022
- Gesamtwertung Vuelta a Burgos Feminas
- eine Etappe Giro d’Italia Donne

2023
- Europameisterin – Mixed-Staffel
- Weltmeisterschaften – Mixed-Staffel

2024
- Französische Meisterin – Straßenrennen